# Benjamín Cann
Benjamín Cann (Cidade do México, 9 de agosto de 1953) é um ator, diretor e cineasta mexicano.

## Filmografia
- Qué pobres tan ricos (2014)
- Mentir para vivir (2013)
- Por ella soy Eva (2012)
- La fuerza del destino (2011)
- Segunda parte de Mar de amor (2009/10)
- Los exitosos Pérez (2009/10)
- Palabra de mujer (2007/08)
- S.O.S.: Sexo y otros secretos (2007/08)
- Primeira parte de Código postal (2006/07)
- Segunda parte de Apuesta por un amor (2004/05)
- Rubí (2004)
- Amarte es mi pecado (2004)
- La otra (2002)
- DKDA: Sueños de juventud (1999/2000)
- Una luz en el camino (1998)
- Pueblo chico, infierno grande (1997)
- La sombra del otro (1996)
- Primeira parte de Cañaveral de pasiones (1996)
- Buscando el paraíso (1993)
- Segunda parte de María Mercedes (1992)
- Morir para vivir (1989)
- Dos vidas (1988)
- El pecado de Oyuki (1987/88)